# چپ و راست: مجله اندیشه لیبرترین
چپ و راست: مجله اندیشه لیبرترین (به انگلیسی: Left and Right: A Journal of Libertarian Thought) یک مجله لیبرترینیسم بود که بین سال‌های ۱۹۶۵ و ۱۹۶۸ منتشر شد و نویسنده‌های آن موری روتبارد، کارل هس، جورج رسچ و لئونارد پی لیگیو بودند.
در دهه ۱۹۶۰، روتبارد شروع به زیر سؤال بردن اتحاد بین لیبرتین‌ها و محافظه کاران کرد، به ویژه با توجه به اختلاف نظر گسترده در مورد موضوعاتی مانند جنگ ویتنام. روتبارد به این نتیجه رسید که لیبرتارینیسم چپ هم وجود دارد بنابراین نیاز به لیبرتارینیسم راست قدیم خواهد بود.

## کتاب
در سال ۲۰۰۷، مؤسسه لودویگ فون میزس تمام شماره‌های مجله را گردآوری و به صورت کتاب در ۶۹۰ صفحه منتشر کرد. ISSN 0024-0311. اُسی‌ال‌سی ۱۶۲۵۳۹۳۹۹ و ۷۴۱۷۵۴۴۵۶